# Geschiedenis van Socotra
De geschiedenis van Socotra beschrijft de geschiedenis van het Jemenitische eiland Socotra.

## Etymologie
Er bestaat geen zekerheid over de oorsprong van de naam van het eiland. De naam Socotra kan afkomstig zijn van:
- Een Griekse term afgeleid van de naam van een Zuid-Arabische stam die in Sabeïsche en Hadramitische inscripties wordt genoemd als Dhū-Śakūrid (S³krd).[1]
- De Griekse naam Dioskouridon nēsos (Διοσκουρίδων νῆσος) wat "het eiland van de Dioskouren" betekent.[2]
- De Arabische benaming Suqutra. Dit woord bestaat uit de woorden Suq ("soek" of "markt") en qutra, dat een verbasterde vorm is van qatir, wat verwijst naar drakenbloed. De Portugezen schreven in de 16e eeuw dat de plaats Suq de toenmalige hoofdstad van Socotra was.[3]

## Prehistorie
Op verschillende plekken op het eiland zijn stenen werktuigen gevonden die volgens Russische onderzoekers dateren uit de periode van de Oldowan-cultuur (Vroegpaleolithicum).
Ongeveer drieduizend jaar geleden ontstond zeevaart langs de kusten van Arabië en Noordoost-Afrika onder invloed van de moessonwinden. Daarbij voer men ook langs Socotra. In het eerste millennium voor Christus kwam Socotra onder de heerschappij van de heersers van het koninkrijk Hadramaut.
Op het eiland zijn verschillende rotstekeningen gevonden die niet allemaal goed te dateren zijn en zich uitstrekken over een grote periode:
- De petrogliefen van Eriosh nabij de noordkust op 20 kilometer ten zuidwesten van de hoofdstad Hadibu bevatten petrogliefen met figuren van mannen, kamelen, voeten en kruizen waarvan de datering onzeker is.[4][6]
- In de buitenwijken van Suq bevindt zich een rotstekening met symbolen van kruizen, planten en voeten.[4]
- In 2001 troffen Belgische speleologen in de Hoqgrot bijna 250 tekeningen en inscripties aan uit de 1e eeuw voor tot 6e eeuw na Chr.. Vooral in het Brahmi, maar ook in het Bactrisch, Ethiopisch, Grieks en Palmyreens. Deze tekeningen en teksten vormen belangrijke bronnen voor de studie van de handel op de Indische Oceaan in deze periode en wijzen uit dat de bevolking van Socotra uit de wijde regio afkomstig was.[7][8] Vermoedelijk is de Sanskrietse naam “Dvipa sukhadhara” (“eiland van gelukzaligheid”) in die tijd ontstaan.[9]
- In de Dahaisigrot op het Momiplateau in het oostelijke binnenland van het eiland zijn pictogrammen gevonden van kruisvormige en geometrische motieven, Arabische inscripties en zoömorfe figuren daterend uit vier fasen tussen de eerste eeuw voor Christus en de vijftiende eeuw na Christus.[4][10]

## Oudheid

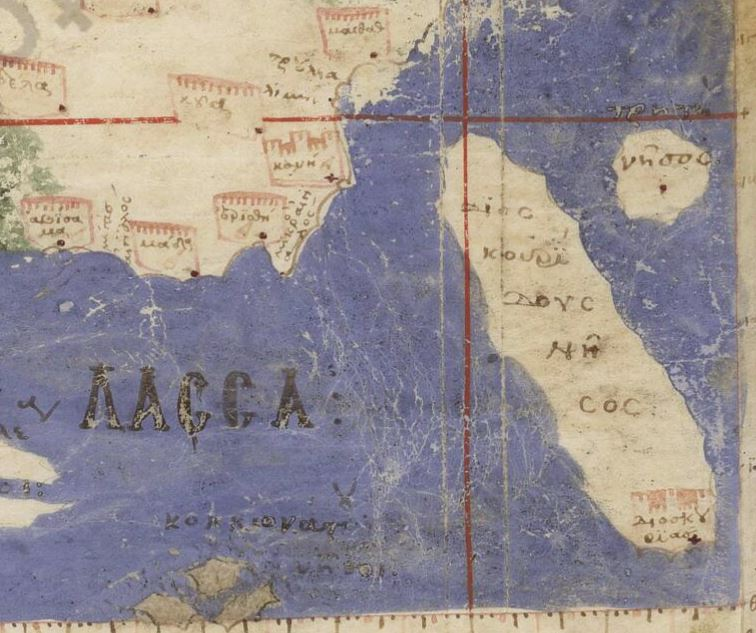
Socotra volgens Claudius Ptolemaeus. Vermoedelijk gemaakt door de Grieks-Byzantijnse monnik Maximus Planudes rond 1300. Op het eiland staat 'Dioscoridis insula' (eiland). Onderaan het eiland staat 'Dioscoridis ciuitus' (stad). Linksboven het Arabisch Schiereiland. In werkelijkheid ligt het eiland een kwartslag gedraaid en bestaat het kleine eiland aan rechterbovenzijde niet. Ook ligt het eiland in werkelijkheid veel verder naar het westen.

Volgens de 9e-eeuwse Arabische historicus Al-Masudi en de 10e-eeuwse Arabische geograaf al-Hamdani (in zijn werk Sifat Jazirat ul-Arab of Geografie van het Arabische Schiereiland) stuurde in 330 v. Chr. Alexander de Grote op advies van zijn Griekse mentor Aristoteles een Griekse troepenmacht om Socotra te veroveren en zo de toegang tot de 'beste aloë van de wereld' veilig te stellen. De Grieken verdreven daarbij de aanwezige hindoes van het eiland en hernoemden het eiland tot Dioskouridon nēsos (Διοσκουρίδων νῆσος); "het eiland van de Dioskouren".
Aan het einde van de 2e eeuw v. Chr. schreef de Griekse geograaf Agatharchides dat kooplieden uit Potana naar de "Gezegende Eilanden" (Socotra) kwamen om handel te drijven met Alexandrijnse kooplieden.
In de 1e eeuw v. Chr. schreef de Griekse historicus Diodorus van Sicilië: "Socotra is 's werelds belangrijkste leverancier van wierook en mirre. Het eiland is het begin van de Arabische ‘weg van wierook’: van hieruit worden kostbare harsen en andere waardevolle goederen over zee afgeleverd naar Aden en Qana” (nu Bir Ali). Andere goederen waarin het eiland handelde waren schildpad en drakenbloed. Drakenbloed was zeer kostbaar en werd veel gebruikt in medicijnen en cosmetica.
Het Griekse navigatieboek Periplus van de Erythraeïsche Zee uit de 1e eeuw na Christus, verhaalt over de Socotriërs die zich volgens het handboek in het noordelijke deel van Dioscorides vestigden:
"De inwoners, weinig in getal, wonen aan de ene kant van het eiland, dat in het noorden, het deel dat uitkijkt op het vasteland; het zijn kolonisten, een mengeling van Arabieren en Indiërs en zelfs enkele Grieken, die daar vandaan varen om handel te drijven.[...][Het eiland is] onderworpen aan de koning van het wierookhoudende land [dat is het koninkrijk Hadramaut]."— Periplus, par. 30 en 31
De Periplus maakt melding van Indiase handelaren uit de Gujaratische steden Barygaza (nu Bharuch) en Hathab (in Bhavnagar). Ook is er epigrafisch bewijs voor handelaren uit het zuidwestelijke Malabar en is op het eiland een tekst aangetroffen in het noordwestelijk-Indiase Kharosthi-schrift.
Zoals ook uit de verschillende rotstekeningen blijkt leidde de zeehandel tot het ontstaan van een gemengde bevolking die afkomstig was van de kusten van de westelijke Indische Oceaan, de Rode Zee, Oost-Afrika en de Middellandse Zee. Uit DNA-onderzoek op enkele tientallen individuen uit de 7e tot de 15e eeuw is echter gebleken dat daarvan meer dan 85% verwantschap had met inwoners van de Jemenitische streek Hadramaut, 14% vermoedelijk een Perzische achtergrond had en ongeveer 2% verwantschap met het Indiase subcontinent. De vroege afkomst van deze inwoners gaat verder voor een groter deel terug op Natufische jagers-verzamelaars uit het Laat-Pleistoceen, wat erop wijst dat er hier tussen het Pleistoceen en het Holoceen geen volledige volksverhuizingen hebben plaatsgevonden.
In de 4e eeuw daalde de vraag naar harsen en ontstond in plaats daarvan een economie gericht op pastorale veeteelt op basis van transhumance, verdeeld over clangebieden (Socotri: dabar). Dit is nog steeds een belangrijke basis voor veel bewoners van het eiland buiten de grotere plaatsen Hadibu en Qalansyah.

## Middeleeuwen
Volgens de overlevering werd de bevolking van Socotra in het jaar 52 bekeerd door de apostel Thomas op zijn reis naar India. Volgens deze overlevering leed hij er schipbreuk en bouwde van het scheepswrak een kerk.
In 582 bezocht de Griekse koopman Kosmas Indikopleustes het eiland. Hij schreef dat de bevolking bestond uit Griekse christenen geleid door de Nestoriaanse katholikos van Babylon. Dit is het eerste historische document waarin gesproken wordt over de aanwezigheid van christenen op Socotra. In de 12e eeuw schreef de Syrische geograaf Yaqut al-Hamawi: "Wie naar het Land van de Zanj gaat, vaart voorbij Socotra. De meerderheid van de bevolking bestaat uit christelijke Arabieren. Vandaar worden aangevoerd aloë en de hars van een boom die alleen op dit eiland groeit." De 13e-eeuwse handelsreiziger Marco Polo, die het eiland zelf niet bezocht, vermeldde ook dat "de inwoners gedoopte christenen zijn en een aartsbisschop hebben", die "niets te maken heeft met de paus in Rome, maar onderworpen is aan een aartsbisschop die in Bagdad woont".
In het jaar 880 veroverde een Ethiopisch expeditieleger het eiland en werd er een oriëntaals-orthodoxe bisschop ingewijd. De Ethiopiërs werden kort daarna echter weer verdreven door een door imam Al-Salt bin Malik uit Oman gestuurde scheepsvloot.
In de 10e eeuw meldde de Arabische geograaf Al-Masudi dat Socotra in die tijd een piratenbasis was: "Laat me u verder vertellen dat veel kapers aan het einde van een cruise op dit eiland aanmeren en hier hun kamp opslaan en hun buit verkopen".
De 13e-eeuwse Perzische geograaf Ibn al-Mujawir beschreef de cultuur en het dagelijks leven van de bewoners en schreef over hun geloof in goede en kwade djinns. Hij vermeldde dat er twee groepen mensen op het eiland waren, de inheemse bergbewoners en de van buiten het eiland afkomstige kustbewoners.

## Sultanaat Mahra
Rond 1480 werd het eiland bezet door het Sultanaat Mahra als strategische basis tegen hun rivalen in Hadramaut. In 1488 zette de sultan Socotrische troepen in tegen de Kathiri om deze uit de havenstad Shihr te verdrijven.
In 1507 landde een Portugese vloot onder bevel van Tristão da Cunha met Afonso de Albuquerque in de toenmalige hoofdstad Suq en veroverde de haven na een zware strijd tegen het Sultanaat Mahra en stichtte er Portugees-Socotra. Het doel was om een basis te vestigen op een strategische plek op de route naar India. De onvruchtbaarheid van het land en vooral omdat de plek bepaald niet strategisch lag voor het kunnen beheersen van de Rode Zee leidde er echter toe dat de Portugezen het eiland in 1511 alweer verlieten. Het eiland keerde daarop terug onder de heerschappij van het sultanaat. De inwoners bekeerden zich vervolgens tot de islam.
In 1801 overvielen Wahhabistische extremisten uit Nadjd het eiland en verwoestten daarbij met name rond Hadiboh (toen nog Tamaride geheten) alles wat ze niet in overeenstemming met de Islam achtten. Of hierbij ook christelijke monumenten werden verwoest is niet bekend.

### Britse invloeden
In 1834 waren de Britten op zoek naar locaties voor kolenstations voor een nieuwe stoomscheepvaartlijn tussen Suez en Bombay. Dat jaar sloot kapitein Daniel Ross voor de Britse Oost-Indische Compagnie een overeenkomst tussen de sultan en de Britse kroon voor het plaatsen van steenkool op het eiland. Een jaar later plaatsten de Britten een garnizoen op Socotra in de verwachting dat de sultan vanuit zijn zetel op Qishm wel bereid zou zijn om een aanbod aan te nemen om het eiland aan hen te verkopen. Het eiland bleek echter geen goede ankerplaatsen te hebben en toen de sultan een duidelijk 'nee' liet weten, vertrokken de Britten weer in hetzelfde jaar. In 1838 probeerde de lokale leider op het eiland nog om het eiland als landbouwgrond te verhuren aan de Britten, maar toen de Britten in 1839 Aden innamen, verloren ze hun verdere interesse in het eiland.
In januari 1876 beloofde de toenmalige sultan tegen betaling van eenmalig 3.000 dollar en jaarlijks 360 dollar om het eiland Socotra niet aan enige andere partij te zullen overdragen dan de Britse regering. Bovendien beloofde hij elk Europees schip dat op het eiland zou stranden, bij te staan en de bemanning, de passagiers en de lading te beschermen, in ruil voor een passende beloning.
In april 1886 sloot de Britse regering een protectoraatsverdrag met de sultan, waarin hij beloofde zich deze keer te onthouden van het aangaan van enige correspondentie, overeenkomst of verdrag met enige buitenlandse natie of macht, behalve met medeweten en goedkeuring van de Britse regering, en de Britse Resident in Aden onmiddellijk op de hoogte te stellen van elke poging van een andere macht om zich met Socotra en zijn afhankelijkheden te bemoeien. Dit verdrag was vooral preventief bedoeld om Socotra af te sluiten voor concurrentie van andere koloniale machten. Met dit verdrag ontstond het Protectoraat Aden. Afgezien van deze verplichtingen behield de sultan de feitelijke controle over het eiland.
In 1897 zonk het P&O-schip SS Aden na een schipbreuk op een rif nabij Socotra. Bij de ramp kwamen 78 mensen om. Nadat een deel van de lading door eilandbewoners was geplunderd, werd de sultan herinnerd aan zijn verplichtingen onder de overeenkomst van 1876.
De sultan van Mahra beschikte door de Britse gelden over twee belangrijke inkomstenbronnen:
- De reeds bestaande belastingheffing (vooral in natura) op producten (zoals ghee en dadels), nomadische veehouderij (geiten, schapen, koeien en kamelen) en visserij.[31]
- De jaarlijkse Britse betaling van protectoraatsgelden.

## Onder Jemenitisch bestuur
In 1967 werden Aden en het sultanaat Mahra ingenomen door het marxistische Nationaal Bevrijdingsfront, die de Democratische Volksrepubliek Jemen (Zuid-Jemen) uitriepen. Op 30 november werd Socotra hierin opgenomen. Het eiland werd vervolgens afgesloten voor buitenlanders. Bij de Jemenitische eenwording in 1990 werd Socotra onderdeel van de nieuwe republiek Jemen. Het eiland werd vervolgens weer opengesteld voor bezoekers. Ook werd in samenwerking met partijen als UNESCO (die de hele archipel tot werelderfgoed verklaarde) gewerkt aan het beschermen van de natuur op het eiland.

Op 26 december 2004 werd het eiland getroffen door de zeebeving in de Indische Oceaan, waarbij een kind om het leven kwam en 40 vissersboten vergingen. In 2015 werd het eiland getroffen door de cyclonen Chapala en Megh, waarbij ernstige schade aan de infrastructuur ontstond. In 2018 volgde cycloon Mekunu, die door zware regenval overstromingen en aardverschuivingen veroorzaakte, waarbij 20 mensen omkwamen.